# Samstageren
Die Samstageren (manchmal auch Samstagern) ist ein 1379 m ü. M. hoher Berg in den Schwyzer Alpen zwischen dem Alptal und dem Tal der Biber in der Schweiz.

## Geografie
Der zum Passübergang des Katzenstricks (1053 m ü. M.) hin absteigende Nordgrat bildet den Abschluss der Bergkette, die sich vom Massiv der Mythen über 10 Kilometer gegen Norden erstreckt und die Bezirke Einsiedeln im Osten und Schwyz im Westen trennt. Der Gipfelbereich hat eine längliche Form mit mehreren abgerundeten Kuppen, deren höchste den Nordgipfel der Samstageren bildet. Im Süden ist der Bergstock durch die Scharte mit dem Pass Ruchegg vom südlichen Abschnitt der Bergkette getrennt.
Die Bergflanken sind auf allen Seiten weitgehend bewaldet. Auf der steilen Ostseite, im Gebiet der Gemeinde Einsiedeln, liegt oberhalb von Trachslau der Samstagerenwald; nur im südlichen Abschnitt liegt am Berghang das gerodete Gebiet Lochweid. Der steile, teilweise von Felsen durchzogene Osthang wird aus zahlreichen Erosionsrinnen von kleinen Quellbächen entwässert, die sich im Aubach sammeln, einem Zufluss des Talflusses Alp. Am Hangfuss liegen das Feuchtgebiet Trachslauer Moos und das Benediktinerinnenkloster In der Au.
Die Westflanke ist durch tiefe Bachgräben und mehrere Bergvorsprünge mit teils felsigen Graten gegliedert und mit Ausnahme der tiefsten Bereiche am Hangfuss von Wald bedeckt. Die grösseren Forstgebiete sind der Herrenwald, der Gwerderswald, der Cholmattliwald und der Chrüzweidwald. An der Ruchegg entspringt der Schläukbach, ein Nebenbach der Biber. Nahe beim Gipfel der Samstageren liegt die Quelle des Dorfbachs von Rothenthurm, und nördlich davon entspringt der Chlausenbach, der am westlichen Bergfuss durch das militärische Übungsgelände des Schiessplatzes Rothenthurm-Altmatt fliesst und bei der Dritten Altmatt ebenfalls in die Biber mündet. Die Moorlandschaft am Chlausenbach befindet sich im Naturschutzgebiet Hochmoor Rothenthurm-Altmatt-Biberbrugg, das im schweizerischen Bundesinventar der Landschaften und Naturdenkmäler von nationaler Bedeutung (BLN) verzeichnet ist. DAS BLN-Gebiet erstreckt sich über mehrere Abschnitte am Bergfuss unter der Samstageren.
Auf der Nordseite bilden der Ostgrat und der Nordgrat der Samstageren mit der Anhöhe Hundwileren (1194 m ü. M.) einen weiten, im oberen Bereich bewaldeten Talkessel westlich des Fleckens Einsiedeln mit dem Quellgebiet des Rotenbachs, welcher unter dem Weiler Schnabelsberg in die Alp mündet. Zu der Forstfläche im Norden gehören der Langwald, der Bolzbergwald und der Schweigwald.
Über die Bergkette führt ein Wanderweg.